# Lennon (musikalbum)
Lennon är en samlingsbox med fyra skivor innehållande låtar från John Lennons solokarriär. Den släpptes 30 oktober 1990.

## Låtlista
Alla låtar är skrivna av John Lennon där inget annat namn anges
Skiva 1
1. "Give Peace a Chance" - 4:53
2. "Blue Suede Shoes" (Carl Perkins) - 2:38
3. "Money" (Janie Bradford/Berry Gordy) - 3:25
4. "Dizzy Miss Lizzy" (Larry Williams) - 3:23
5. "Yer Blues" (John Lennon/Paul McCartney) - 3:42
6. "Cold Turkey" - 5:02
7. "Instant Karma!" - 3:23
8. "Mother" - 5:35
9. "Hold On" - 1:53
10. "I Found Out" - 3:37
11. "Working Class Hero" - 3:50
12. "Isolation" - 2:53
13. "Remember" - 4:36
14. "Love" - 3:24
15. "Well Well Well" - 5:59
16. "Look At Me" - 2:54
17. "God" - 4:10
18. "My Mummy's Dead" - 0:53
19. "Power to the People" - 3:18
20. "Well (Baby Please Don't Go)" (Walter Ward) - 3:56

Skiva 2
1. "Imagine" - 3:04
2. "Crippled Inside" - 3:49
3. "Jealous Guy" - 4:15
4. "It's So Hard" - 2:26
5. "Gimme Some Truth" - 3:16
6. "Oh My Love" (John Lennon/Yoko Ono) - 2:45
7. "How Do You Sleep?" - 5:36
8. "How?" - 3:42
9. "Oh Yoko!" - 4:19
10. "Happy Xmas (War Is Over)" (John Lennon/Yoko Ono) - 3:34
11. "Woman Is the Nigger of the World" (John Lennon/Yoko Ono) - 5:15
12. "New York City" - 4:29
13. "John Sinclair" - 3:28
14. "Come Together" (John Lennon/Paul McCartney) - 4:25
15. "Hound Dog" (Jerry Leiber/Mike Stoller) - 3:02
16. "Mind Games" - 4:12
17. "Aisumasen (I'm Sorry)" - 4:44
18. "One Day (at a Time)" - 3:07
19. "Intuition" - 3:09
20. "Out the Blue" - 3:21

Skiva 3
1. "Whatever Gets You thru the Night" - 3:25
2. "Going Down on Love" - 3:54
3. "Old Dirt Road" (John Lennon/Harry Nilsson) - 4:09
4. "Bless You" - 4:37
5. "Scared" - 4:39
6. "#9 Dream" - 4:48
7. "Surprise, Surprise (Sweet Bird of Paradox)" - 2:55
8. "Steel and Glass" - 4:37
9. "Nobody Loves You (When You're Down and Out)" - 5:10
10. "Stand by Me" (Ben E. King/Jerry Leiber/Mike Stoller) - 3:28
11. "Ain't That a Shame" (Dave Bartholomew/Fats Domino) - 2:30
12. "Do You Wanna Dance" (Bobby Freeman) - 2:52
13. "Sweet Little Sixteen" (Chuck Berry) - 3:00
14. "Slippin' and Slidin'" (Eddie Bocage/Al Collins/Little Richard/James Smith) - 2:16
15. "Angel Baby" (Rosie Hamlin) - 3:39
16. "Just Because" (Lloyd Price) - 4:25
17. "Whatever Gets You thru the Night" (live) - 4:19
18. "Lucy in the Sky with Diamonds" (John Lennon/Paul McCartney) - 5:58
19. "I Saw Her Standing There" (John Lennon/Paul McCartney) - 3:28

Skiva 4
1. "(Just Like) Starting Over" - 3:56
2. "Cleanup Time" - 2:57
3. "I'm Losing You" - 3:56
4. "Beautiful Boy (Darling Boy)" - 4:01
5. "Watching the Wheels" - 3:31
6. "Woman" - 3:32
7. "Dear Yoko" - 2:33
8. "I'm Stepping Out" - 4:06
9. "I Don't Wanna Face It" - 3:21
10. "Nobody Told Me" - 3:33
11. "Borrowed Time" - 4:28
12. "(Forgive Me) My Little Flower Princess" - 2:27
13. "Every Man Has a Woman Who Loves Him" (Yoko Ono) - 3:31
14. "Grow Old With Me" - 3:07